# Луи (телесериал)
«Лу́и» (англ. Louie) — американский комедийно-драматический телесериал, премьера которого состоялась 29 июня 2010 года на канале FX. Режиссёр сериала, продюсер, сценарист и исполнитель главной роли — стендап-комик Луи Си Кей. Сериал повествует о жизни комика Луи, который воспитывает двух дочерей в совместной опеке с бывшей женой, выступает на сцене, а также пытается знакомиться с женщинами. Эпизоды из жизни главного героя перемежаются выступлениями комика на сцене.
«Луи» получил хорошие отзывы критиков и вошёл в многочисленные списки лучших сериалов 2010 года. Луи Си Кей был несколько раз номинирован на престижную телевизионную премию «Эмми» за актёрскую игру, режиссуру и сценарий и выиграл эту же награду за лучший сценарий к комедийному сериалу.
В первых трёх сезонах сериала по 13 серий, в четвёртом — 14 серий, а в пятом — 8. Первый сезон был показан в 2010 году, второй сезон — в 2011-м. Премьера третьего сезона состоялась 28 июня 2012 года. В 2013 году канал FX объявил о продлении сериала на четвёртый сезон. Луи был продлен на восемь серий пятого сезона, премьера которого состоялась 9 апреля 2015 и закончились 28 мая 2015 года. В августе 2015 года FX объявила о продлении на шестой сезон, но только после «расширенного» перерыва, когда Луи Си Кей будет готов к работе над новыми сериями. В ноябре 2017 года, после обвинений Си Кея в сексуальных домогательствах, канал FX расторг с ним контракт.

## Описание
Сериал посвящён жизни комика Луи, который выступает на сцене комедийных клубов, и его непубличной жизни как мужчины, который развёлся и совместно с бывшей женой воспитывает двух дочерей. Кроме того, Луи пытается обустроить свою личную жизнь: знакомится с женщинами, ходит с ними на свидания.
Сериал имеет довольно свободный нетипичный формат. Каждый эпизод состоит либо из двух коротких историй, либо из большой истории, действие которой разбито на один или несколько эпизодов. Центральным персонажем всех историй является Луи. Кроме того, в сериях присутствуют отрывки выступлений Луи, зачастую связанных с историями. Обычно серии не связаны между собой, однако некоторые персонажи появляются в нескольких эпизодах (например, Памела, подруга Луи). С другой стороны, один и тот же персонаж может быть изображён по-разному и даже сыгран разными актёрами (например, мать Луи). Как это объяснил сам Луи Си Кей,

У каждого эпизода своя цель, и если она противоречит цели другого эпизода, […] меня это не волнует.Оригинальный текст (англ.)Every episode has its own goal, and if it messes up the goal of another episode, [...] I just don't care.

Иногда в эпизоде рассказывается о событиях, которые происходят не в современности. Например, в серии под названием «Бог» действие происходит тогда, когда Луи был ещё ребёнком, а в серии «О, Луи» рассказывается о прошлом карьеры Луи как комика.

## Сезоны
| Сезон | Сезон | Эпизоды | Оригинальная дата показа | Оригинальная дата показа |
| Сезон | Сезон | Эпизоды | Премьера сезона          | Финал сезона             |
| ----- | ----- | ------- | ------------------------ | ------------------------ |
|       | 1     | 13      | 29 июня 2010             | 7 сентября 2010          |
|       | 2     | 13      | 23 июня 2011             | 8 сентября 2011          |
|       | 3     | 13      | 28 июня 2012             | 27 сентября 2012         |
|       | 4     | 14      | 5 мая 2014               | 16 июня 2014             |
|       | 5     | 8       | 9 апреля 2015            | 28 мая 2015              |

## Актёры и персонажи
Луи Си Кей играет главную роль. Его персонаж похож на Луи, имеет похожую на его биографию. Он тоже комик, тоже разведён, и у него тоже две дочери. Однако другие факты его биографии изменены. Так, в сериале Луи совсем не успешен. Луи — единственный персонаж, появляющийся во всех эпизодах сериала.
В Луи есть небольшой постоянный актёрский состав, играющий персонажей, появляющихся в нескольких сериях. Так, постоянными персонажами являются: сам Луи (Луи Си Кей); его дочери Лили (Хэдли Делани) и Джейн (Урсула Паркер); его брат Робби (Роберт Келли); агент Даг, который выглядит как подросток (Эдвард Гелбинович); Памела (Памела Эдлон), его подруга (не появляется в сериях третьего сезона). Кроме того, в сериале много приглашённых звёзд, в том числе и комиков, появляющихся как в камео, так и в качестве персонажей. Иногда звезды играют персонажей, биография которых похожа на их собственную, но чем-то отличается, как и персонаж самого Си Кея.
В Луи один актёр может играть двух разных персонажей в разных эпизодах. Так, Эми Ландекер играла в одной серии девушку, пошедшую с Луи на свидание, а в другой — молодую мать Луи. Более того, мать Луи и его дочерей играли несколько актрис. Впрочем, начиная с середины первого сезона дочерей Луи играют только Делани и Паркер.

### Постоянные роли
- Хэдли Дилейни — Лили, старшая дочь Луи.
- Урсула Паркер — Джейн, младшая дочь Луи. В первых четырёх сериях первого сезона Джейн играла Эшли Герасимович, пока её не сменила Паркер.
- Памела Эдлон — Памела, подруга Луи. Её сын и дочери Луи вместе играли на детской площадке, где Луи и Памела впервые встретились и подружились. Со временем Луи влюбляется в Памелу. Памела уезжает в Париж к отцу своего ребёнка в финале второго сезона и возвращается уже в четвёртом сезоне. Эдлон также является исполнительным продюсером, а также вместе с Си Кей писала сценарий к трём сериям, за что была номинирована на Эмми.
- Роберт Келли — Робби, брат Луи.
- Сьюзан Келечи Уотсон — Джанет, бывшая жена Луи.
- Тодд Бэрри — Тодд, друг Луи, который постоянно издевается и унижает его, хоть и в шутку.
- Хэннибал Бёресс — Хэннибал, друг Луи, регулярно играющий с ним в покер.
- Рик Кром — Рик, ещё один друг Луи, также играющий с ним в покер. Гей, единственный в компании Луи.
- Ник ДиПаоло — Ник, один из самых близких друзей Луи. Также регулярно играет с ним в покер.
- Джим Нортон — Джим, близкий друг Луи, играет с ним в покер.
- Крис Рок — играет самого себя. В сериале он друг и доверенное лицо Луи. Когда оказывается, что Луи может стать тем, кто станет новым ведущим в шоу Дэвида Леттермана, он мгновенно распространяет новость об этом.
- Джерри Сайнфелд — играет самого себя. Сайнфелд изображает выдуманную версию себя, в сериале он соперник Луи. Он впервые появляется в серии «Вечернее шоу, часть 1» как возможная замена Дэвиду Леттерману в его шоу. Также он появляется в эпизоде «Модель», в которой он приглашает Луи на разогрев к его выступлению на благотворительном вечере.
- Сара Сильверман — играет саму себя. Ещё один друг Луи, которая, как и Луи, начинала комедийную карьеру в 1980-х годах.
- Эдвард Гелбинович — Даг, агент Луи. Выглядит как подросток, что создаёт комичные ситуации.
- Гарлэнд, Джоэль Марш — Даг[7] (Doug).

### Приглашённые знаменитости

##### Первый сезон
- Мэттью Бродерик — играет самого себя. Он — режиссёр и исполнитель главной роли в триллере, в котором Луи получает роль офицера полиции.
- Бобби Каннавале — Крис, персональный тренер, чьи дети учатся в той же школе, что и дочери Луи. Крис пытается привести Луи в форму, но у него не получается.
- Рики Джервейс — доктор Бен Митчелл, приятель Луи и его врач. Когда Луи приходит к нему на приём, он начинает подшучивать над ним, с серьёзным видом говоря Луи о его ужасных болезнях. В четвёртом сезоне упоминается, что он умер.
- Дэвид Патрик Келли — психотерапевт Луи.
- Меган Хилти — женщина, которая сидит на выступлении Луи и разговаривает с подругой, чем мешает Луи и в конце концов злит его.
- Том Нунен — доктор Хэвфорд. Загадочный доктор, который весьма пугающе рассказал о мучениях Христа на кресте.

##### Второй сезон
- Ф. Мюррей Абрахам — Джонатан, загадочный свингер из Нью-Джерси, которого Луи встречает, сев в машину к женщине, встретившей его после выступления.
- Дейн Кук — играет самого себя. По сюжету он является врагом Луи, поскольку по общему мнению Кук крал у Луи шутки. Однако у него и Леди Гаги один агент, а дочь Луи хочет пойти на её концерт, поэтому Луи приходится разговаривать с Куком, чтобы заполучить билет.
- Джоан Риверз — играет саму себя. Луи смотрит одно её шоу, после чего они разговаривают в номере Джоан.
- Боб Сагет — играет самого себя. Актёр в ситкоме, в котором когда-то снимался Луи.
- Даг Стенхоуп — Эдди, старый друг Луи и комик. После шоу Луи и Эдди вместе проводят время, после чего Эдди сообщает, что планирует суицид.

##### Третий сезон
- Ф. Мюррей Абрахам — мексиканский дядя Луи, который заставляет его поехать к отцу. Это вторая роль Абрахама в сериале.
- Мария Бэмфорд — Мария, друг Луи, комик. После совместно проведённой ночи они ссорятся и больше не общаются.
- Джей Лено — играет самого себя. После того, как Луи появляется в вечернем шоу Лено и получает предложение занять место Дэвида Леттермана в его шоу, Лено звонит Луи и даёт совет ни в коем случае не соглашаться на это предложение.
- Мелисса Лео — Лори Брент. Женщина, с которой Луи знакомят на ужине их общих друзей. Сначала они совсем не сходятся, но затем после разговора в баре и выпивки они находят общий язык. Лео получила за эту роль Эмми как за лучшую гостевую женскую роль в комедийном сериале.
- Дэвид Линч — Джек Долл, друг владельца CBS и влиятельный телевизионный продюсер. Он должен подготовить Луи к работе ведущего вечернего шоу, и у него это выходит, несмотря на то, что Луи эту работу не получил. Си Кей говорил, что сначала планировалось пригласить на эту роль Бена Газзару, но он умер в тот же день, когда его пригласили. Рассматривались также кандидатуры Джерри Льюиса, Аль Пачино, Вуди Аллена и Мартина Скорсезе, прежде чем Линч получил эту роль[8].
- Гарри Маршалл — Ларс Тардиган, владелец CBS. Пытаясь уговорить Леттермана на уменьшение гонорара при продлении контракта, он пытается заставить поверить его в то, что ему ищут замену, подло используя при этом Луи.
- Пол Радд — играет самого себя. Его интервьюирует Луи на своём пилотном вечернем шоу.
- Сьюзан Сарандон — играет саму себя. Её интервьюирует Луи на своём пилотном вечернем шоу.
- Марк Марон — играет самого себя. Старый друг Луи, с которым он не разговаривал много лет по неизвестным причинам. Луи вспоминает, что когда-то давно был не прав не Марон, а сам Луи. Он приходит и пытается извиниться перед Мароном, однако тот говорит ему, что он уже приходил несколько лет назад и уже извинялся, просто забыл об этом.
- Эми Полер — Дебби, сестра Луи. Она пытается уговорить Луи провести Новый год вместе с её семьёй в Мексике.
- Паркер Поузи — Лиз, загадочная женщина, работающая в книжном магазине. Они идут на свидание, и Луи влюбляется в неё, однако их пути расходятся вплоть до финала третьего сезона, где они случайно встречаются в автобусе, в котором Луи едет в аэропорт. Лиз попадает в больницу, где Луи узнаёт, что у неё был рак, после чего она скоропостижно умирает.
- Хлоя Севиньи — Джини, замена Лиз в книжном магазине. Она якобы помогает Луи в поиске Лиз, а в итоге склоняет его к непристойной сцене в кафе.
- Робин Уильямс — Робин, общий друг Луи и Барни, владельца комедийного клуба, в котором выступает Луи. Они встречаются на похоронах Барни, куда никто, кроме них, не пришёл, а затем вместе обедают, где оказывается, что они оба недолюбливали Барни. Затем они идут в стрип-клуб, в который Барни их постоянно звал. Они обещают друг другу, что тот из них, кто умрёт позже, придёт на похороны к тому, кто умрёт раньше.

##### Четвёртый сезон
- Чарлз Гродин — доктор Бигелоу. Доктор, принимающий в доме Луи. Он оказывается новым доктором Луи вместо доктора Бена, который умер. Ему совсем не интересно заниматься проблемами Луи со спиной, и он отсылает его прочь, советуя приходить с настоящими болезнями, такими как «заражение крови».
- Ивонн Страховски — Блейк. Она очень богатая супермодель. Блейк приглашает Луи к себе домой после того, как Луи провалился на его выступлении на благотворительном вечере. Она влюбляется в Луи. Но после проведённой с ней ночи случается ужасное: она щекочет Луи, и он случайно ударяет её в глаз, повреждая его. Семья Блейк требует от Луи гигантскую компенсацию за это.
- Виктор Гарбер — адвокат Луи. Он друг Джерри Сайнфелда, и после того, как Луи просит Сайнфелда о помощи, он представляет Луи в конфликте с семьёй Блейк.
- Джереми Реннер — Джефф Дэвис, продавец наркотиков из воспоминаний Луи о школьных годах.

Кроме того, в маленьких ролях в Луи занято множество комиков. В их числе Вернон Четмэн и Джей Би Смув.

##### Пятый сезон
- Селия Кинэн-Болджер — Джулианна в "Potluck". Она беременная суррогатная лесбиянка.
- Джуди Голд — Марина в "Potluck", девушка Джулианны.
- Майкл Рапапорт — Ленни в "Cop Story", офицер полиции и бывший парень сестры Луи, кто настойчиво пытается подружиться с Луи.
- Джим Флорентайн — Кенни в "The Road Part 2", выступающий на разогреве у Луи, с кем ему приходится делить жилье неделю.

В дополнение к этим приглашенным звездам, в небольших ролях появились известные комики, в том числе Крис Гезерд, Тодд Гласс, Тед Александро, Амир Блюменфилд, Эдди Брилл, Джо ДеРоса, Вернон Чатман, Арти Лэнг, Годфри, Челси Перетти, Джей Би Смув, Дэйв Аттелль, Майкл Сера, Джон Литгоу, Тодд Бэрри и Стивен Райт. Опи и Энтони и Эми Шумер появились в озвучке.

## Производство

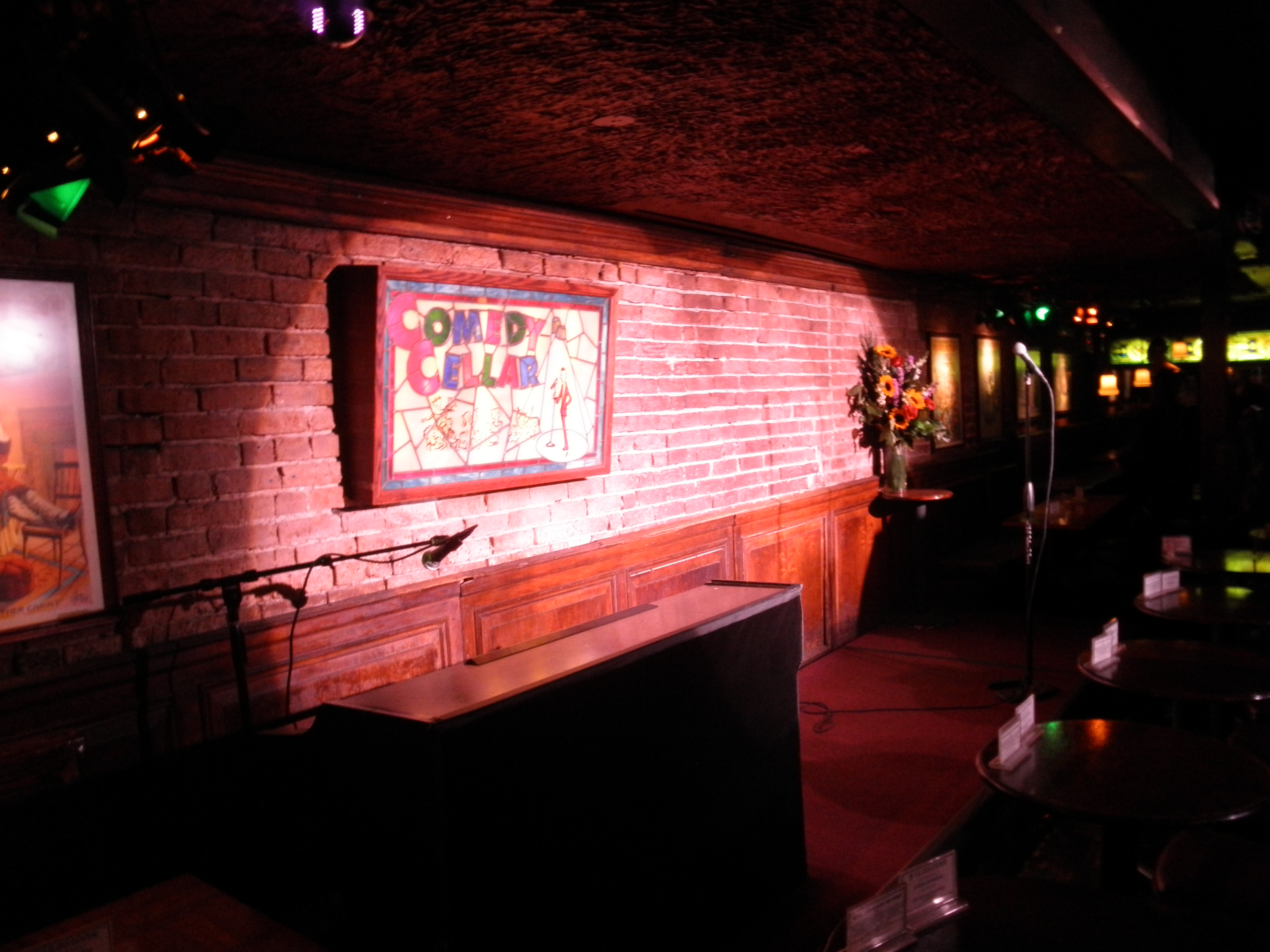
Сцена стендап-клуба Comedy Cellar в Нью-Йорке, где были сняты все сцены выступления Си Кея в сериале «Луи»

Вместо того, чтобы принять предложение от более крупной, чем FX, телесети, Си Кей согласился на предложенный бюджет для съемки пилотной серии в 200,000 американских долларов. Этого хватило и на оплату гонорара Луи, и на производство. Си Кей решил сотрудничать именно с FX потому, что там ему обещали полную творческую свободу. Говоря о Джоне Ландграфе, президенте FX Network, Си Кей заявил:

У него было очень вялое понимание того, чего он хочет. Я сказал: «Дайте мне снять пилотную серию, и вы не будете никак в это вовлечены. Я даже не расскажу вам идею, или покажу сценарий или покажу монтажную версию и не расскажу о подборе актёров. Просто переведите мне деньги и дайте делать шоу». И он был готов сделать это. 
Одной из причин, почему всё это было сделано таким образом, было то, что он дал мне только 200,000 долларов на всё. Так как я мог доказать, что это верный путь, и им понравился результат, у меня были возможности продолжать делать это так, как я хочу. Оригинальный текст (англ.)He had a very loose idea of what he wanted. I said, «Let me shoot a pilot and you don't have anything to do with it. I won't even pitch you the idea or show you the script or show you the footage or show you the casting. Just wire me the money and let me do the show». And he was willing to do that. One of the reasons it was done that way was he only gave me $200,000 for the thing all in. Since I was able to prove this was a way to do it and they liked what they got, I was able to keep doing it that way.

Производство было запущено в ноябре 2009 года. Памела Эдлон, снимавшаяся вместе с Си Кей в сериале Счастливчик Луи, в Луи, кроме роли, была занята ещё и как продюсер.
Шоу снимается на камеру Red. Си Кей лично монтирует некоторые эпизоды на собственном ноутбуке.
27 февраля 2012 Си Кей заявил в своем микроблоге Twitter, что теперь заниматься монтажом будет Сьюзан Е. Морс, постоянный соавтор Вуди Аллена, начиная с третьего сезона.

## Оценка критиков
Луи получил широкое признание критиков. Первый сезон получил рейтинг 70 из 100 на основе 20 отзывов на Metacritic. Критики отмечали отличные фрагменты со стендап-выступлениями и стиль, похожий на работы Вуди Аллена. Также авторы отзывов сосредоточились на намеренно замедленном темпе повествования, сравнивая его с молниеносной подачей шуток в классических ситкомах.
Судя по отзывам, Луи становится лучше от сезона к сезону. Первые четыре эпизода второго сезона получили рейтинг 90 из 100 на основе 7 отзывов на Metacritic. Третий сезон получил отличные рецензии и рейтинг в 94 из 100 на основе 16 отзывов на Metacritic. Серии четвёртого сезона были также высоко оценены, получив рейтинг 93 из 100 на основе 30 отзывов на Metacritic. Пятый сезон получил очень положительные отзывы, получив 91 из 100 на основе 20 отзывов на Metacritic.

## Номинации и награды
| Год                                                   | Премия                                                | Категория                                                       | Номинант(ка)                        | Результат |
| ----------------------------------------------------- | ----------------------------------------------------- | --------------------------------------------------------------- | ----------------------------------- | --------- |
| 2011                                                  | Премия Ассоциации телевизионных критиков (TCA Awards) | Выдающиеся достижения в комедии                                 | телесериал «Луи»                    | Номинация |
| 2011                                                  | Премия Ассоциации телевизионных критиков (TCA Awards) | Выдающиеся личные достижения в комедии                          | Луи Си Кей                          | Номинация |
| 2011                                                  | «Эмми»                                                | Премия «Эмми» за лучшую мужскую роль в комедийном телесериале   | Луи Си Кей                          | Номинация |
| 2011                                                  | «Эмми»                                                | Премия «Эмми» за лучший сценарий комедийного телесериала        | Луи Си Кей за серию «Poker/Divorce» | Номинация |
| 2011                                                  | AFI Awards                                            | AFI Телевизионная программа года                                | телесериал «Луи»                    | Победа    |
| 2011                                                  | Спутник                                               | Лучший музыкальный или комедийный телесериал                    | телесериал «Луи»                    | Номинация |
| 2011                                                  | Спутник                                               | Лучший актёр в телевизионном музыкальном или комедийном сериале | Луи Си Кей                          | Победа    |
| 2012                                                  |                                                       |                                                                 |                                     |           |
| Премия Ассоциации телевизионных критиков (TCA Awards) | Выдающиеся достижения в комедии                       | телесериал «Луи»                                                | Победа                              |           |
| Премия Ассоциации телевизионных критиков (TCA Awards) | Выдающиеся личные достижения в комедии                | Луи Си Кей                                                      | Победа                              |           |
| «Эмми»                                                | Выдающийся ведущий актёр в комедийном сериале         | Луи Си Кей                                                      | Номинация                           |           |
| «Эмми»                                                | Лучшая режиссура комедийного телесериала              | Луи Си Кей за серию «Duckling»                                  | Номинация                           |           |
| «Эмми»                                                | Лучший сценарий комедийного телесериала               | Луи Си Кей за серию «Pregnant»                                  | Победа                              |           |
| Премия Гильдии сценаристов США                        | Комедийный телесериал                                 | Луи Си Кей и Памела Эдлон                                       | Номинация                           |           |
| AFI Awards                                            | AFI Телевизионная программа года                      | телесериал «Луи»                                                | Победа                              |           |